# Tanjug

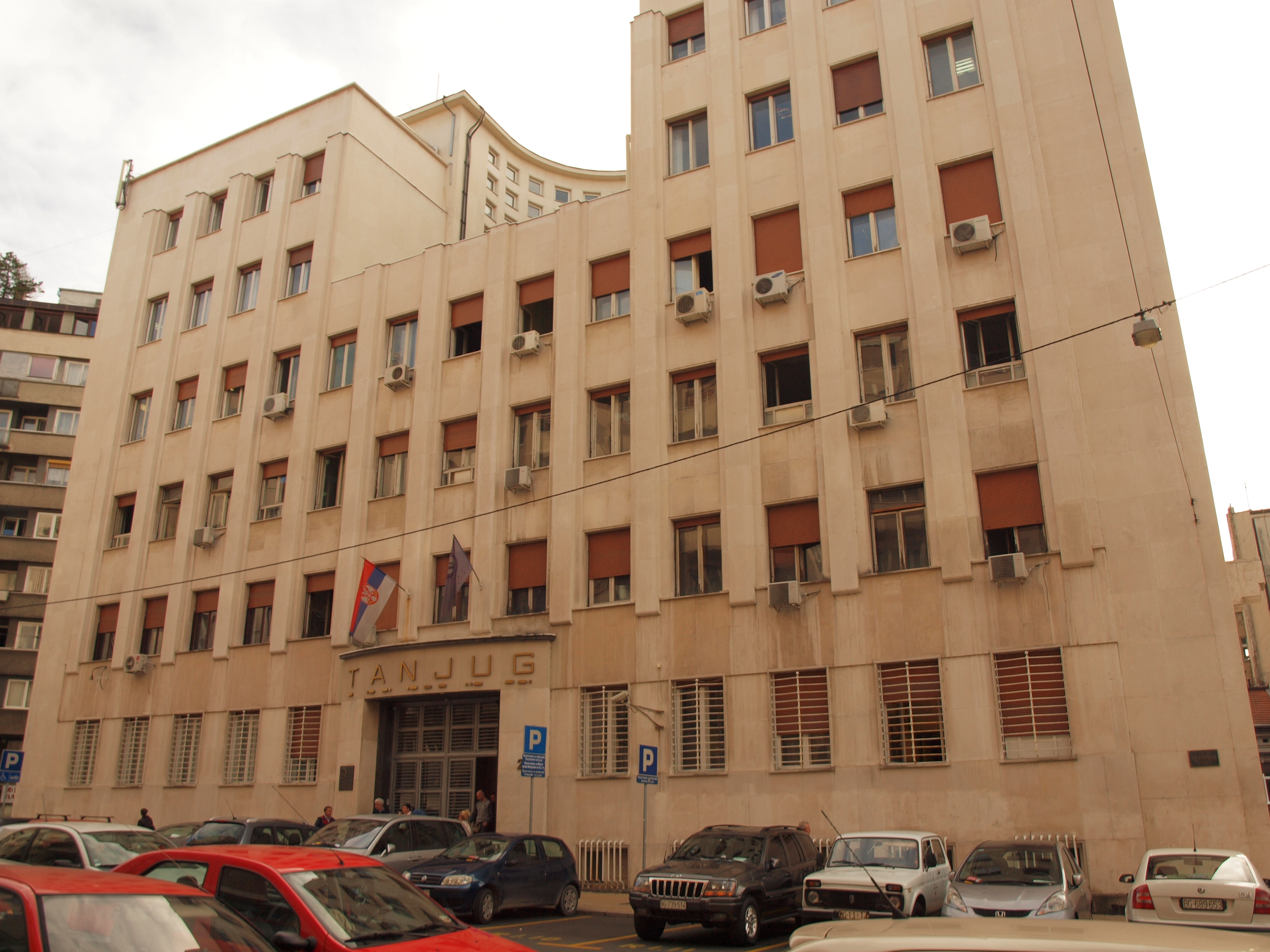
Siedziba Tanjug w Belgradzie

Tanjug (Telegrafska agencija nove Jugoslavije) – serbska agencja prasowa założona 5 listopada 1943 w miejscowości Jajce w Bośni i Hercegowinie przez komunistę Mošę Pijadę. Pierwszym dyrektorem był Vladislav S. Ribnikar. W czasie II wojny światowej była agencją prasową partyzantów Tity. Po wojnie była agencją prasową Socjalistycznej Federacyjnej Republiki Jugosławii. Po rozpadzie SFRJ od 1992 roku była agencją prasową Federalnej Republiki Jugosławii następnie Serbii i Czarnogóry, a od 2006 roku jest agencją prasową Serbii.